# Coluta
Coluta är en ort i Mexiko.   Den ligger i kommunen Tamazula och delstaten Durango, i den centrala delen av landet, 1 000 km nordväst om huvudstaden Mexico City. Coluta ligger 505 meter över havet och antalet invånare är 140.
Terrängen runt Coluta är kuperad söderut, men norrut är den bergig. Coluta ligger nere i en dal. Runt Coluta är det mycket glesbefolkat, med 4 invånare per kvadratkilometer. Närmaste större samhälle är Canelas, 16,1 km öster om Coluta. I omgivningarna runt Coluta växer huvudsakligen savannskog.